# Arne Orrgård
Arne Vilhelm Orrgård, född 21 september 1943 i Ludvika, är en svensk sportskytt. Han tävlade för FOK Stockholm.
Orrgård tävlade för Sverige vid olympiska sommarspelen 1968 i Mexico City, där han slutade på 20:e plats i skeet.